# 頭帶冰魚
頭帶冰魚為輻鰭魚綱鱸形目南極魚亞目鱷冰魚科的其中一種，分布於南極半島北部海域，棲息深度5-770公尺，本體長可達72公分，為底棲性魚類，屬肉食性，以磷蝦、魚類等為食，可做為食用魚。